# Кучерявцев, Геннадий Олегович
Геннадий Олегович Кучерявцев (11 апреля 1967 года) — советский и украинский футболист, полузащитник.

## Карьера
Воспитанник киевского «Динамо». Начинал свою карьеру в дубле «динамовцев». Впоследствии выступал за ряд команд Второй лиги: «Подолье» (Хмельницкий), «Текстильщик» (Иваново) и «Старт» (Ейск).
В сезоне 1995/96 Геннадий Кучерявцев провёл одну игру в Высшей лиге Молдавии за клуб «Тилигул».